# Phoenicircus
Phoenicircus es un género de aves paseriformes perteneciente a la familia Cotingidae, que agrupa a dos especies endémicas de la región amazónica en América del Sur, donde se distribuyen desde el sureste de Colombia hasta las Guayanas y al sur hasta el noreste del Perú y la baja Amazonia brasileña. Se les conoce por el nombre popular de cotingas rojos.

## Etimología
El nombre genérico masculino «Phoenicircus» se compone de las palabras del griego «phoinix, phoinikos» que significa ‘escarlata’, y «kerkos» que significa ‘cola’.

## Características
Las aves de este género son dos cotingas bonitos, principalmente rojos, midiendo entre 22 y 24 cm de longitud, que habitan en el interior de bosques húmedos de baja altitud en la Amazonia. De forma poco común, los machos son menores que las hembras y sus primarias externas son estrechas y curvas. Se alimentan de frutas.

## Taxonomía
Berv & Prum (2014) produjeron una extensa filogenia para la familia Cotingidae reflejando muchas de las divisiones anteriores e incluyendo nuevas relaciones entre los taxones, donde se propone el reconocimiento de cinco subfamilias. De acuerdo a esta clasificación, Phoenicircus pertenece a una subfamilia Rupicolinae Bonaparte, 1853, junto a Carpornis, Rupicola y Snowornis. El Comité de Clasificación de Sudamérica (SACC) aguarda propuestas para modificar la secuencia linear de los géneros y reconocer las subfamilias. El Comité Brasileño de Registros Ornitológicos (CBRO), en la Lista de las aves de Brasil - 2015 ya adopta esta clasificación.

## Lista de especies
Según las clasificaciones del Congreso Ornitológico Internacional (IOC) y Clements Checklist/eBird, el género agrupa a las siguientes especies con el respectivo nombre popular de acuerdo con la Sociedad Española de Ornitología (SEO):
| Imagen | Nombre científico        | Autor            | Nombre común             | Estado de conservación | Distribución |
| ------ | ------------------------ | ---------------- | ------------------------ | ---------------------- | ------------ |
|        | Phoenicircus carnifex    | (Linnaeus, 1758) | cotinga rojo guayanés    | LC                     |              |
|        | Phoenicircus nigricollis | Swainson, 1832   | cotinga rojo cuellinegro | LC                     |              |